# Erchambert
Pour les articles homonymes, voir Erchambert.
Erchambert ou Erchembert (en latin : Erchambertus ou Erchembertus) est un chroniqueur franc du VIIIe siècle.
Nous ne savons rien de la vie d'Erchambert si ce n'est qu'il est l'auteur d'une histoire abrégée des rois francs et des maires du palais intitulée Breviarium Regum Francorum Et Majorum Domus, allant de la mort du roi Thierry II en 613, à la fin du règne de Thierry IV en 737 ; cette histoire ne donne que la suite des rois sans entrer dans aucun détail. À propos des « rois fainéants », Erchambert écrit : « Selon qu'il avait été établi, on leur donnait une abondante nourriture et on exerçait sur eux une perpétuelle surveillance, de peur qu'il ne fissent quelque acte de pouvoir ».
Selon les historiens Auguste Trognon et Ludovic Lalanne, Erchambert vécut dans la première moitié du VIIIe siècle ; pour Auguste Molinier, le Breviarium Regum Francorum Et Majorum Domus date du IXe siècle.